# C8orf82
C8orf82 (англ. Chromosome 8 open reading frame 82) – білок, який кодується однойменним геном, розташованим у людей на короткому плечі 8-ї хромосоми. Довжина поліпептидного ланцюга білка становить 216 амінокислот, а молекулярна маса — 23 889.
| 10         |  | 20         |  | 30         |  | 40         |  | 50         |
| ---------- |  | ---------- |  | ---------- |  | ---------- |  | ---------- |
| MWPPCGTLRT |  | LALARSRGAR |  | ACSGDGGVSY |  | TQGQSPEPRT |  | REYFYYVDHQ |
| GQLFLDDSKM |  | KNFITCFKDP |  | QFLVTFFSRL |  | RPNRSGRYEA |  | AFPFLSPCGR |
| ERNFLRCEDR |  | PVVFTHLLTA |  | DHGPPRLSYC |  | GGGEALAVPF |  | EPARLLPLAA |
| NGRLYHPAPE |  | RAGGVGLVRS |  | ALAFELSACF |  | EYGPGAPALP |  | SHVRWQGRRL |
| ALTMDLAPLL |  | LAARSP     |  |            |  |            |  |            |

A: Аланін

C: Цистеїн

D: Аспарагінова кислота

E: Глутамінова кислота

F: Фенілаланін

G: Гліцин

H: Гістидин

I: Ізолейцин

K: Лізин

L: Лейцин

M: Метіонін

N: Аспарагін

P: Пролін

Q: Глутамін

R: Аргінін

S: Серин

T: Треонін

V: Валін

W: Триптофан

Задіяний у такому біологічному процесі, як альтернативний сплайсинг. 